# Sgt. Kabukiman N.Y.P.D.
Sgt. Kabukiman N.Y.P.D. és una pel·lícula de superherois de comèdia estatunidenca del 1990 dirigida per Lloyd Kaufman i Michael Herz, i produïda i distribuïda per Troma Entertainment.

## Argument
La pel·lícula segueix el sergent detectiu Harry Griswold, un policia maldestre del N.Y.P.D. que investiga una sèrie d'assassinats que impliquen actors kabuki. Mentre assisteix a una obra kabuki amateur, en Harry és testimoni dels pinxos que atropellen tot el repartiment. En el tiroteig posterior, Harry és besat per la força per un dels actors moribunds, sense saber-ho, i és beneït amb els poders del kabuki. Abans que se n'adoni, en Griswold descobreix que té l'habilitat de transformar-se en Kabukiman, un superheroi de bufetades vestit de colors que té la capacitat de volar i accedir a armes tan úniques com els escuradents que busquen calor i el sushi fatal.
Amb l'ajuda de la bella Lotus, ajuda a netejar els carrers de Nova York ple de crims i tracta d'aturar l'home de negocis maniàtic Reginald Stuart i els seus Goons, que planegen complir una antiga profecia malvada que convocarà el Malvat els poders demoníacs del qual poden. esclavitzar el món.

## Repartiment
- Rick Gianasi com a Harry Griswold / Sgt. Kabukiman
- Susan Byun com a Lotus
- Bill Weeden com Reginald Stuart
- Thomas Crnkovich com a Rembrandt
- Larry Robinson com a Rev. snipes
- Noble Lee Lester com a capità. Bender
- Pamela Alster com Connie LaRosa
- Shaler McClure com Felicia
- Fumio Furuya com a Sato
- Jeff Wineshmutz com Hernández
- Joe Fleishaker com a Joseph
- Brick Bronsky com a Jughead

## Producció
Durant el rodatge de The Toxic Avenger Part II al Japó, on la primera pel·lícula Toxic Avenger havia estat un gran èxit, Kaufman i Herz van ser Tetsu Fujimura i Masaya Nakamura de Namco van apropar-se per crear una pel·lícula de superherois de temàtica kabuki, suposadament basada en una idea de Kaufman. Namco es va convertir en productora, donant a Troma un pressupost d'1,5 milions de dòlars per començar la preproducció. La pel·lícula va ser parcialment subscrita per l'empresa japonesa Gaga Communications Inc.
Amb un total de 4 milions de dòlars, Sgt. Kabukiman N.Y.P.D. va ser la pel·lícula més cara de Troma en el moment de la seva producció. Es va construir un teatre kabuki a l'Stevens Institute a Hoboken (Nova Jersey), per la pel·lícula. El rodatge va tenir lloc a Hoboken, així com a Manhattan i Brooklyn, Nova York.
Les diferències creatives van preocupar la producció des del principi; tant Namco com Herz volien una pel·lícula accessible al corrent principal dirigida als adolescents, mentre que Kaufman volia l'estil de sexe i violència habitual de Troma. Finalment, la pel·lícula es va tallar tant en versions PG-13 com amb classificació R.

## Estrena
Sgt. Kabukiman N.Y.P.D. fou estrenada a l'American Film Institute el 1990. Tot i que Kaufman va projectar Kabukiman al Festival Internacional de Cinema de Canes durant alguns anys, la pel·lícula no va tenir distribució als cinemes fins al 1996, quan es va exhibir el tall PG-13.

## Recepció
Stephen Holden, escrivint per a The New York Times, va qualificar la pel·lícula de "divertida d'una manera Mad Magazineesca i va concloure: " "Sergent Kabukiman" és una pel·lícula que ataca els japonesos? Per descomptat que ho és. Però el càstig que imposa és aproximadament tan cruel com administrar 40 pestanyes amb un fideu de sèsam humit." Un crític del New York Daily News va donar a la pel·lícula una puntuació de dues estrelles i mitja, escrivint que, "Enmig dels efluvis provocats per les bufetades, gags i acudits grollers i efectes alegrement cursis, Sgt. Kabukiman ofereix algunes seqüències legítimament divertides. I es beneficia de l'actuació simpàtica i físicament habilitat de Gianasi."
El 2010, Sgt. Kabukiman fou inclosa al llibre 150 Movies You Should Die Before You See per Steve Miller, que va escriure que, "tot i que tècnicament és una de les millors pel·lícules de Lloyd Kaufman, en realitat tenia un pressupost per a efectes especials aquesta vegada... el seu intent de ser suau i picant vol dir que acaba sent en la seva majoria insípid." Gene Siskel i Roger Ebert la van ressenyar al seu programa de televisió l'any 1996, tot i que no és clar si havien vist les versions amb classificació R o PG-13 (el resum al final de l'episodi no enumerava cap valoració per a la pel·lícula). Li van donar dos polzes cap avall, i en Roger li agradava més que en Gene, però els dos homes van estar d'acord que era una pel·lícula d'explotació mal feta que era lleugerament divertida, però no una cosa que recomanarien als espectadors.

## Llegat
Des del debut en vídeo de la pel·lícula el 1990, el sgt. Kabukiman ha passat a fer diverses aparicions al "Tromaverse", convertint-se en una de les mascotes més conegudes de la companyia al costat de The Toxic Avenger. Kabukiman (interpretat per Paul Krymse amb un vestit més senzill) es pot veure en diversos anuncis de Troma i presentacions de vídeo durant la dècada de 1990. Sobretot, Kabukiman va ser una de les figures destacades a Troma's Edge TV, on va aparèixer en una paròdia curta d'antigues pel·lícules d'anunci de servei públic, titulada Sgt. Kabukiman Public Service Announcement, dirigit per l'antic empleat de Troma James Gunn.
També hi havia plans per una sèrie animada de Sgt. Kabukiman N.Y.P.D. però la sèrie mai va entrar en producció. S'ha completat un teaser animat i des d'aleshores s'ha posat a disposició com a funció addicional al DVD de Sgt. Kabukiman N.Y.P.D. El dibuix animat havia de presentar el personatge de Kabukiman i una sèrie de superherois de temàtica japonesa que lluitaven contra el crim a Nova York, amb paral·lelismes similars a un altre spin-off animat de Troma, Toxic Crusaders.
Kabukiman fa una aparició a Citizen Toxie: The Toxic Avenger IV de 2001, interpretat una vegada més per Paul Kyrmse. A Citizen Toxie, Kabukiman ha passat "d'un superheroi seriós a un patètic i borratxo que és vist amb menyspreu pels ciutadans de Tromaville", afirma el crític de cinema Chris Gore. Aquest canvi en la personalitat del personatge s'atribueix a la reacció dels fans de la pel·lícula original. Kabukiman també es presenta com "Evil Kabukiman" en un univers alternatiu: un vilà menys boig i més amenaçador.
Des de l'any 2000, hi ha rumors que e faria una seqüela, Sgt. Kabukiman L.A.P.D., però des de 2010 no hi ha plans per reviure la sèrie. Una seqüela/spin-off anomenada Sgt. Kabukiman and the Lesbians of Bonejack High va començar la producció a principis del 2006, però finalment no es va acabar.
Kabukiman fa una aparició a Return to the Class of Nuke 'Em High al costat del Toxic Avenger en una escena de festa com a homenatge al seu cameo similar a Tromeo & Juliet de 1996.
Kabukiman apareix al vídeo musical de "We Are All Made of Stars" de Moby el 2002 amb the Toxic Avenger, signant un autògraf a Leelee Sobieski.
Més recentment, el 2015, el personatge ha tornat a presentar un programa de tertúlies per al canal YouTube de TromaMovies anomenat "Kabukiman's Cocktail Corner", on entrevista i interactua amb una varietat d'artistes de performance, inclosos músics (Unicorn Smack, The Cowmen, Circus Life) còmics (Dave Hill, Zac Amico, Brian Quinn), autors (Frank Casesse), tatuadors (Paul Booth) i molt més. S'ha completat una primera temporada i una segona sèrie està en producció. El personatge és interpretat per Doug Sakmann, a qui Paul Kyrmse li va passar el mantell de Kabuki el 2001.

### La voltarella del cotxe
Imatge de l'escena de la persecució de cotxes a Sgt. Kabukiman N.Y.P.D., que acaba amb un cotxe que bolca i explota, va ser reutilitzat a la pel·lícula de Troma de 1997 Tromeo and Juliet. Això es va fer no només per raons rendibles, sinó també perquè "Kabukiman" encara no s'havia distribuït àmpliament en vídeo (i, per tant, va provocar certa confusió sobre quina pel·lícula es va originar el metratge).
Malgrat els defectes evidents de continuïtat, Troma ha aconseguit encaixar el mateix metratge a cadascuna de les seves pel·lícules com un homenatge irònic, com ara Terror Firmer, Citizen Toxie: The Toxic Avenger IV, Poultrygeist, Return to Nuke 'Em High Volume 1 i #Shakespeare'sShitstorm. També va aparèixer al final (juntament amb un cameo de Lloyd Kaufman) del videojoc Xbox Kinect del 2011 The Gunstringer.